# Pitkäniemi (udde i Finland, Egentliga Finland, Åbo, lat 60,29, long 21,89)
Pitkäniemi är en udde i Finland.   Den ligger i den ekonomiska regionen  Åbo ekonomiska region  och landskapet Egentliga Finland, i den sydvästra delen av landet, 170 km väster om huvudstaden Helsingfors. Pitkäniemi ligger på ön Aaslaluoto.
Terrängen inåt land är platt. Havet är nära Pitkäniemi åt sydväst.  Närmaste större samhälle är Rimito, 10,0 km norr om Pitkäniemi. 